# Core 2 Extreme

Logo del Core 2 Extreme fino al 2010

Core 2 Extreme è il nome commerciale di un processore che Intel ha presentato il 27 luglio 2006 e destinato alla fascia più alta del mercato desktop, malgrado poi ne siano state messe in commercio anche versioni per il mercato mobile. Si tratta del successore del Pentium Extreme Edition che nella sua ultima evoluzione era basato sul core Presler.

## Storia

Logo dall'aprile 2010

Inizialmente era previsto che la prima incarnazione di Core 2 Extreme fosse basata sul processore a 4 core Kentsfield, ma successivamente Intel decise di presentare una versione intermedia basata sullo stesso core Conroe alla base dei processori Core 2 Duo. In alcuni casi tale core veniva identificato anche con l'appellativo di Conroe XE, ma in realtà tale processore vantava solo una frequenza di funzionamento maggiore rispetto ai modelli "semplici" e non delle funzionalità o tecnologie aggiuntive, seppure il suo moltiplicatore fosse sbloccato sia verso il basso che verso l'alto (caratteristica che semplificava le operazioni di overclock). Il 2 novembre 2006 venne comunque presentata la versione basata sul progetto Kentsfield, che portò quindi per la prima volta un chip multi core nel mercato desktop. A metà 2007 venne presentato anche il primo processore "Extreme" destinato al settore mobile e basato Merom.
Tra la fine del 2007 e l'inizio del 2008, con il passaggio al nuovo processo produttivo a 45 nm, vennero messe in commercio anche nuove versioni del Core 2 Extreme per entrambi i settori di mercato e basate sui core Yorkfield e Penryn, destinate rispettivamente al settore desktop e mobile e presentate il 12 novembre 2007 e il 6 gennaio 2008. Nei primi giorni di marzo 2009 Intel ha dichiarato l'intenzione di sospendere la produzione delle ultime versioni di Core 2 Extreme a partire dalla metà del 2009, probabilmente nel mese di giugno. Il successore del Core 2 Extreme è il Core i7 Extreme, che nella sua prima incarnazione è basato sul core Bloomfield ed è stato presentato a novembre 2008; esso è basato sulla nuova architettura Nehalem.

## Classificazione

### Settore Desktop

#### Conroe
La prima versione di Core 2 Extreme era basata sul core Conroe, comune anche al progetto Core 2 Duo. Le differenze risiedevano nel clock maggiorato in questa versione Extreme, ma anche nel fatto che il moltiplicatore fosse sbloccato sia verso il basso che verso l'alto.

### Kentsfield
Kentsfield fu il primo processore a 4 core ad arrivare sul mercato ed era alla base della seconda generazione dei processori Core 2 Extreme a partire dal novembre 2006.

### Yorkfield
Un anno dopo Kentsfield arrivò, nel novembre 2007, Yorkfield. Le principali differenze rispetto al predecessore risiedevano nel processo produttivo a 45 nm e nelle istruzioni multimediali SSE4.

### Settore Mobile

#### Merom
A metà 2007 venne presentato il primo processore Extreme per il settore mobile. Era basato sullo stesso core Merom che era alla base dei normali Core 2 Duo per i portatili della piattaforma Centrino Pro Santa Rosa e consumava solo 44 W, più dei tradizionali processori mobile ma comunque molto meno delle versioni da desktop.

#### Penryn
A inizio 2008 arrivò anche il successore a 45 nm del core Merom; le differenze erano più o meno le stesse che distinguevano il core Yorkfield dal core Kentsfield, sebbene Penryn fosse, al pari di Merom, un processore dual core. A metà 2008 vennero però messe in commercio anche nuove versioni di Core 2 Extreme per il settore mobile ma dotate di 4 core, e basate sempre sul core Penryn, o sul core Penryn QC come veniva indicata la variante a 4 core di tale CPU.

## Modelli
La tabella seguente mostra i modelli di Core 2 Extreme arrivati sul mercato. Molti di questi condividono caratteristiche comuni pur essendo basati su diversi core; per questo motivo, allo scopo di rendere maggiormente evidente tali affinità e "alleggerire" la visualizzazione alcune colonne mostrano un valore comune a più righe. Di seguito anche una legenda dei termini (alcuni abbreviati) usati per l'intestazione delle colonne:
- Nome Commerciale: si intende il nome con cui è stato immesso in commercio quel particolare esemplare.
- Data: si intende la data di immissione sul mercato di quel particolare esemplare.
- Socket: lo zoccolo della scheda madre in cui viene inserito il processore. In questo caso il numero rappresenta oltre al nome anche il numero dei pin di contatto.
- N°Core: si intende il numero di core montati sul package: 1 se "single core" o 2 se "dual core".
- Clock: la frequenza di funzionamento del processore.
- Molt.: sta per "Moltiplicatore" ovvero il fattore di moltiplicazione per il quale bisogna moltiplicare la frequenza di bus per ottenere la frequenza del processore.
- Pr.Prod.: sta per "Processo produttivo" e indica tipicamente la dimensione dei gate dei transistors (180 nm, 130 nm, 90 nm) e il numero di transistor integrati nel processore espresso in milioni.
- Voltag.: sta per "Voltaggio" e indica la tensione di alimentazione del processore.
- Watt: si intende il consumo massimo di quel particolare esemplare.
- Bus: frequenza del bus di sistema.
- Cache: dimensione delle cache di 1º e 2º livello.
- XD: sta per "XD-bit" e indica l'implementazione della tecnologia di sicurezza che evita l'esecuzione di codice malevolo sul computer.
- 64: sta per "EM64T" e indica l'implementazione della tecnologia a 64 bit di Intel.
- HT: sta per "Hyper-Threading" e indica l'implementazione della esclusiva tecnologia Intel che consente al sistema operativo di vedere 2 core logici.
- ST: sta per "SpeedStep Technology" ovvero la tecnologia di risparmio energetico sviluppata da Intel e inserita negli ultimi Pentium 4 Prescott serie 6xx per contenere il consumo massimo.
- VT: sta per "Vanderpool Technology", la tecnologia di virtualizzazione che rende possibile l'esecuzione simultanea di più sistemi operativi differenti contemporaneamente.
- Core: si intende il nome in codice del progetto alla base di quel particolare esemplare.

| Nome Commerciale      | Data             | Socket | N°Core | Clock    | Molt. | Pr.Prod.       | Voltag. | Watt  | Bus      | Cache              | XD | 64 | HT | ST | VT | Core       |
| --------------------- | ---------------- | ------ | ------ | -------- | ----- | -------------- | ------- | ----- | -------- | ------------------ | -- | -- | -- | -- | -- | ---------- |
| Core 2 Extreme X6800  | 27 luglio 2006   | 775    | 2      | 2,93 GHz | 11x   | 65 nm 291 mil. | 1,21 V  | 75 W  | 1066 MHz | L1=2x64KB L2=4MB   | Sì | Sì | No | Sì | Sì | Conroe     |
| Core 2 Extreme QX6700 | 2 novembre 2006  | 775    | 4      | 2,66 GHz | 10x   | 65 nm 582 mil. | 1,35 V  | 130 W | 1066 MHz | L1=4x64KB L2=2x4MB | Sì | Sì | No | Sì | Sì | Kentsfield |
| Core 2 Extreme QX6800 | 9 aprile 2007    | 775    | 4      | 2,93 GHz | 11x   | 65 nm 582 mil. | 1,37 V  | 130 W | 1066 MHz | L1=4x64KB L2=2x4MB | Sì | Sì | No | Sì | Sì | Kentsfield |
| Core 2 Extreme QX6850 | 16 luglio 2007   | 775    | 4      | 3 GHz    | 9x    | 65 nm 582 mil. | 1,37 V  | 130 W | 1333 MHz | L1=4x64KB L2=2x4MB | Sì | Sì | No | Sì | Sì | Kentsfield |
| Core 2 Extreme QX9650 | 12 novembre 2007 | 775    | 4      | 3 GHz    | 9x    | 45 nm 820 mil. | 1,21 V  | 130 W | 1333 MHz | L1=4x64KB L2=2x6MB | Sì | Sì | No | Sì | Sì | Yorkfield  |
| Core 2 Extreme QX9770 | 24 marzo 2008    | 775    | 4      | 3,2 GHz  | 8x    | 45 nm 820 mil. | 1,21 V  | 136 W | 1600 MHz | L1=4x64KB L2=2x6MB | Sì | Sì | No | Sì | Sì | Yorkfield  |
| Core 2 Extreme QX9775 | 24 marzo 2008    | 771    | 4      | 3,2 GHz  | 8x    | 45 nm 820 mil. | 1,21 V  | 150 W | 1600 MHz | L1=4x64KB L2=2x6MB | Sì | Sì | No | Sì | Sì | Yorkfield  |
| Core 2 Extreme X7800  | 16 luglio 2007   | P      | 2      | 2,6 GHz  | 13x   | 65 nm 291 mil. | 1,17 V  | 44 W  | 800 MHz  | L1=2x64KB L2=4MB   | Sì | Sì | No | Sì | Sì | Merom      |
| Core 2 Extreme X7900  | 23 agosto 2007   | P      | 2      | 2,8 GHz  | 14x   | 65 nm 291 mil. | 1,17 V  | 44 W  | 800 MHz  | L1=2x64KB L2=4MB   | Sì | Sì | No | Sì | Sì | Merom      |
| Core 2 Extreme X9000  | 6 gennaio 2008   | P      | 2      | 2,8 GHz  | 14x   | 45 nm 410 mil. | N.A.    | 44 W  | 800 MHz  | L1=2x64KB L2=6MB   | Sì | Sì | No | Sì | Sì | Penryn     |
| Core 2 Extreme X9100  | 14 luglio 2008   | P      | 2      | 3,06 GHz | 11,5x | 45 nm 410 mil. | N.A.    | 44 W  | 1066 MHz | L1=2x64KB L2=6MB   | Sì | Sì | No | Sì | Sì | Penryn     |
| Core 2 Extreme QX9300 | 25 agosto 2008   | P      | 4      | 2,53 GHz | 9x    | 45 nm 820 mil. | N.A.    | 45 W  | 1066 MHz | L1=4x64KB L2=2x6MB | Sì | Sì | No | Sì | Sì | Penryn     |